# Нью-Брайтон (Міннесота)
Нью-Брайтон (англ. New Brighton) — місто (англ. city) в США, в окрузі Ремсі штату Міннесота. Населення — 23 454 особи (2020).

## Географія
Нью-Брайтон розташований за координатами 45°3′54″ пн. ш. 93°12′33″ зх. д. / 45.06500° пн. ш. 93.20917° зх. д. (45.064894, -93.209271).  За даними Бюро перепису населення США в 2010 році місто мало площу 18,28 км², з яких 16,73 км² — суходіл та 1,55 км² — водойми.

## Демографія
Згідно з переписом 2010 року, у місті мешкало 21 456 осіб у 8915 домогосподарствах у складі 5731 родини. Густота населення становила 1174 особи/км².  Було 9479 помешкань (519/км²).
Расовий склад населення:
| - 81,9 % — білих - 6,6 % — чорних або афроамериканців - 6,1 % — азіатів - 0,4 % — корінних американців - 2,2 % — осіб інших рас |

До двох чи більше рас належало 2,7 %. Частка іспаномовних становила 4,4 % від усіх жителів.
За віковим діапазоном населення розподілялося таким чином: 21,1 % — особи молодші 18 років, 61,2 % — особи у віці 18—64 років, 17,7 % — особи у віці 65 років та старші. Медіана віку мешканця становила 40,7 року. На 100 осіб жіночої статі у місті припадало 93,3 чоловіків;  на 100 жінок у віці від 18 років та старших — 90,9 чоловіків також старших 18 років.
Середній дохід на одне домашнє господарство  становив 77 575 доларів США (медіана — 60 964), а середній дохід на одну сім'ю — 94 254 долари (медіана — 77 591). Медіана доходів становила 60 163 долари для чоловіків та 44 979 доларів для жінок. За межею бідності перебувало 11,4 % осіб, у тому числі 20,4 % дітей у віці до 18 років та 6,1 % осіб у віці 65 років та старших.
Цивільне працевлаштоване населення становило 11 070 осіб. Основні галузі зайнятості: освіта, охорона здоров'я та соціальна допомога — 27,1 %, виробництво — 15,3 %, науковці, спеціалісти, менеджери — 10,9 %, роздрібна торгівля — 9,1 %.